# Семейство Адамс 2
„Семейство Адамс 2“ (на английски: Addams Family Values, „Семейните ценности на семейство Адамс“) е американски свръхестествен комедиен филм от 1993 г., режисиран от Бари Зоненфелд, със сценарий от Пол Рудник, базиран на героите, създадени от Чарлз Адамс. Това е продължение на филма от 1991 г. „Семейство Адамс“. Във филма участват Анжелика Хюстън, Раул Хулия, Кристофър Лойд, Кристина Ричи, Карел Стрейкен, Джими Уоркман, Кристофър Харт, Джоун Кюсак и Керъл Кейн.
В сравнение с предшественика си, който спазва лудия подход на ситкома от 60-те години на миналия век, в „Семейство Адамс 2“ преобладават мрачният тон и зловещият смях. Филмът се върти около промените в семейството към раждането на новото бебе Пуберт. Подсюжетите включват женитба на чичо Фестър за новата бавачка Деби Джелински, която е серийна убийца, възнамеряваща да го убие заради наследството му; и тийнейджърите Уензди и Пъгсли Адамс, които са изпратени на летен лагер.
Филмът е издаден от Парамаунт Пикчърс на 19 ноември 1993 г. За разлика от смесения прием на своя предшественик, филмът е добре приет от критиците; въпреки това не е толкова успешен във финансово отношение, с брутен бокс офис от 111 милиона долара срещу бюджет от 47 милиона долара. През десетилетията след премиерата си, филмът става известен със своя хумор и изпълнения.

## Сюжет
Гомес и Мортиша Адамс имат бебе. Те наемат бавачката Деби Джелински да се грижи за новородения им син Пуберт. Това се случва след редица неуспешни опити на Уензди и Пъгсли, неговите сестра и брат, да го убият, за което Гомес и Мортиша нежно ги укоряват.
Без да знаят, Деби е серийна убийца, която се омъжва и след това убива богати ергени, за да присвоява наследствата им. След като съблазнява чичо Фестър, Уензди започва да подозира намеренията ѝ. За да запази прикритието си, Деби подмамва Гомес и Мортиша да повярват, че Уензди и Пъгсли искат да отидат на летен лагер.
Уензди и Пъгсли са изпратени в лагер, управляван от Гари и Беки Грейнджър. Там те са набелязани от съветниците и популярното и снобско момиче Аманда Бъкман заради зловещия си вид и поведение. Джоел Гликър, изперкал книжен червей и колега изгнаник, е привлечен от Уензди. Деби и Фестър се сгодяват.
На моминското си парти Деби е отблъсната от семейство Адамс и техните роднини. На сватбата им Фестър страстно и с голяма емоция заявява своята вечна преданост, докато Деби дава неясен отговор. На медения им месец тя се опитва безуспешно да убие Фестър във ваната.
Разочарована, Деби го принуждава да прекъсне връзките със семейството си; когато се опитват да посетят Фестър и Деби в дома им, те са отхвърлени. Семейство Адамс са разтревожени, когато откриват, че Пуберт се е трансформирал в бебе със сини очи, розови бузи и руса коса. Баба обяснява това с разстроения му семеен живот и Гомес изпада в ужасна депресия.
Обратно в лагера, съветниците избрат Уензди да играе Покахонтас в пиесата на Гари за Деня на благодарността. Когато тя отказва да участва, тя, Пъгсли и Джоел са принудени да гледат с часове здравословни семейни развлекателни филми и телевизионни предавания.
По-късно Уензди се съгласява да участва. По време на представлението обаче тя се връща към себе си. С помощта на Джоел, Пъгсли и другите изгнаници, те залавят Аманда, Гари и Беки. По-късно Уензди и Джоел споделят първата си целувка, преди тя да си тръгне, като Джоел остава, за да поведе приятелите им, за да гарантира окончателното унищожаване на лагера. Пъгсли и Уензди се прибират у дома с откраднатия ван на къмпинга.
Деби се опитва да убие Фестър, като взривява имението им, но той оцелява. След това тя вади пистолет и разкрива, че никога не го е обичала и е преследвала само парите му. Нещото помага на Фестър.
По-късно Фестър се извинява на Гомес в имението на Адамс, Уензди и Пъгсли се завръщат, като най-накрая успешно събират семейството. Точно тогава пристига Деби, държи ги на прицел и ги закача на електрически столове, за да ги убие всички.
Семейство Адамс я изслушва със съчувствие, докато тя обяснява, че като дете и млада (самопровъзгласила се) балерина, тя е убила родителите си Шарън и Дейв, след като те ѝ подаряват кукла Барби Малибу на 10-ия ѝ рожден ден, а не желаната от нея балерина Барби. След това, като възрастна, уби първите си двама съпрузи по невероятно несериозни и материални причини.
Междувременно Пуберт, вече възстановен до обичайния си блед и мустакат вид, бяга от креватчето си с нож и достига семейството чрез поредица от невероятни събития. Докато Деби намалява превключвателя, за да убие с ток Адамс, Пуберт свързва два разхлабени проводника, пренасочвайки електрическия ток през нея, унищожавайки я по зрелищен начин. Всичко, което остава, са купчина пепел, нейните обувки и кредитните ѝ карти – средствата за спасението на семейството.
Известно време по-късно Адамс и техните роднини се събират, за да отпразнуват първия рожден ден на Пуберт, като Джоел също присъства. Фестър оплаква загубата на Деби, но скоро е поразен от Деменция, нова бавачка, която братовчедът То и съпругата му Маргарет Алфорд са наели за детето си.
В семейното гробище Джоел се опитва да покани Уензди да излезе, като го пита дали има бъдеще със съпруг, но тя отказва. След това тя му казва, че Деби е била небрежна убийца на съпрузи и онази сряда е щяла да изплаши съпруга ѝ до смърт и да се погрижи да не бъде заловен. Докато полага цветя на гроба на Деби, една ръка излиза от земята и го грабва, което кара Уензди да се усмихне, докато той крещи.